# Mélanie Legros
Pour les articles homonymes, voir Legros.
Mélanie Legros est une gymnaste artistique française née le 19 mars 1976 à Saint-Lô.

## Biographie
Elle est la première Française à obtenir une médaille aux Championnats d'Europe en terminant deuxième au sol en 1992 à Nantes.